# Яковлев, Сергей Фёдорович
Яковлев Сергей Фёдорович — Заслуженный артист РФ, оперный певец (тенор/баритон), солист «Московского музыкального театра „Геликон-опера“ (в 1990—2017 гг.) под руководством Дмитрия Бертмана».

## Биография
Родился в Сибири, в городе Черепаново Новосибирской области. После окончания средней школы поступил в 1978 году на актёрский факультет ГИТИС им. Луначарского (курс заслуженного деятеля искусств РСФСР, профессора В. П. Остальского; педагоги Е. Н. Козырева, Е. Н. Лазарев, С. А. Баркан).
В 1982—1984 гг. проходил службу в рядах Советской армии в качестве солиста-вокалиста Ансамбля песни и пляски Московского военного округа.
В 1989 году получил второе высшее образование на факультете музыкального театра ГИТИС (курс народного артиста СССР Б. А. Покровского, после двух лет обучения перешёл на курс к народному артисту СССР Г. П. Ансимову; педагоги А. К. Матюшина, В. И. Борисенко, В. И. Пьявко, В. Н. Петров).
Один из основателей Московского музыкального театра «Геликон-опера», первый солист в труппе театра, исполнял главные теноровые партии почти во всех спектаклях и постановках. Дата премьеры постановки оперы «Мавра» И. Ф. Стравинского, где Сергей Яковлев исполнил роль Гусара, 10 апреля 1990 года, считается Днём рождения театра «Геликон-опера». Первый исполнитель в России партий Принца («Ундина» П. И. Чайковского), Кейстута («Кейстут и Бирута» А. Н. Скрябина), Дженаро («Маддалена» С. С. Прокофьева), Суфлёра-мудреца («Туда и обратно» П. Хиндемита), Азаэля («Блудный сын» К. Дебюсси — первое сценическое воплощение оперы в истории). Принимал участие в первом концертном исполнении на отечественной сцене оперы М. А. Мееровича «Паровоз», а также в исполнении «Оды к радости» Бетховена с Государственной академической хоровой капеллой России имени А. А. Юрлова в Колонном зале Дома Союзов.
В 1992 году Сергей Яковлев был приглашен в Амстердамскую Королевскую оперу в постановку «Мавры». Принимал участие в гастролях театра «Геликон-опера» в Швейцарии, Великобритании, Франции, Дании, Голландии, Бельгии, Израиле, Люксембурге, Германии, Италии, Испании, Ливане. Член Союза театральных деятелей РФ с 1993 года. В 1996 году статья о Сергее Яковлеве была включена в энциклопедию современного искусства «Творческий фонд России», посвященной 850-летию Москвы.
В 2002 году перешёл на баритоновый репертуар. Работал с такими дирижёрами, как К. К. Тихонов, М. Л. Ростропович, К. Д. Кримец, Е. В. Колобов, Г. Н. Рождественский, В. С. Синайский, В. А. Понькин, Е. В. Бражник, Т.Курентзис, М.Стравинский, К. Ю. Чудовский.
В 2005 году, к 60-летию Великой победы, в театре «Геликон-опера» был поставлен спектакль «Упавший с неба» (муз. С.Прокофьева, реж. Д.Бертман), где С.Яковлев исполнил роль Мересьева.
С 2017 по 2019 гг. — доцент кафедры вокального искусства, преподаватель вокала в Мастерской заслуженного артиста РФ Д.Бозина и в Мастерской народного артиста РФ и Украины Р. Виктюка Института театрального искусства имени народного артиста СССР И. Д. Кобзона.

## Награды и звания
- Медаль «В память 850-летия Москвы» (Указ Президента РФ от 26.02.1997)
- «Заслуженный артист Российской Федерации» (Указ Президента РФ от 15.01.2004)
- Почетные грамоты Министерства культуры Российской Федерации (с 2004 по 2013 гг.)
- «Ветеран труда» (2020)

## Дискография
Как солист театра «Геликон-опера» принимал участие в записях CD и DVD-дисков:
- CD «Мавра» И. Стравинского, опера-скетч «Туда и обратно» П. Хиндемита", 1993 г.
- CD «Маддалена» С. Прокофьева", 1994 г.[6]
- DVD «Диалоги кармелиток» Ф. Пуленка", 2004 г.[7]
- DVD «Упавший с неба» («Повесть о настоящем человеке» С. Прокофьева), 2005 г.
- Принимал участие в записях программ, а также в прямых эфирах на телевидении (ЦТ СССР, «ТВ Центр», «Телеинформ», «Столица», «Перец») и радио (Всесоюзное радио, «Говорит Москва»).